# Sigurd Sollid
Sigurd Sollid (aussi prononcé Solid), né le 7 mai 1913 et mort le 13 avril 1988, est un sauteur à ski norvégien. 

## Biographie
Il est le neveu de Svein Sollid.
Aux Championnats du monde 1937, il remporte la médaille de bronze derrière ses compatriotes Birger Ruud et Reidar Andersen.
Il a remporté deux médailles d'or aux Jeux mondiaux universitaires (pl).

## Palmarès

### Championnats du monde
| Épreuve / Édition | Épreuve / Édition | Chamonix 1937 |
| Individuel        | Individuel        | Bronze        |